# Brinkama Hof IV

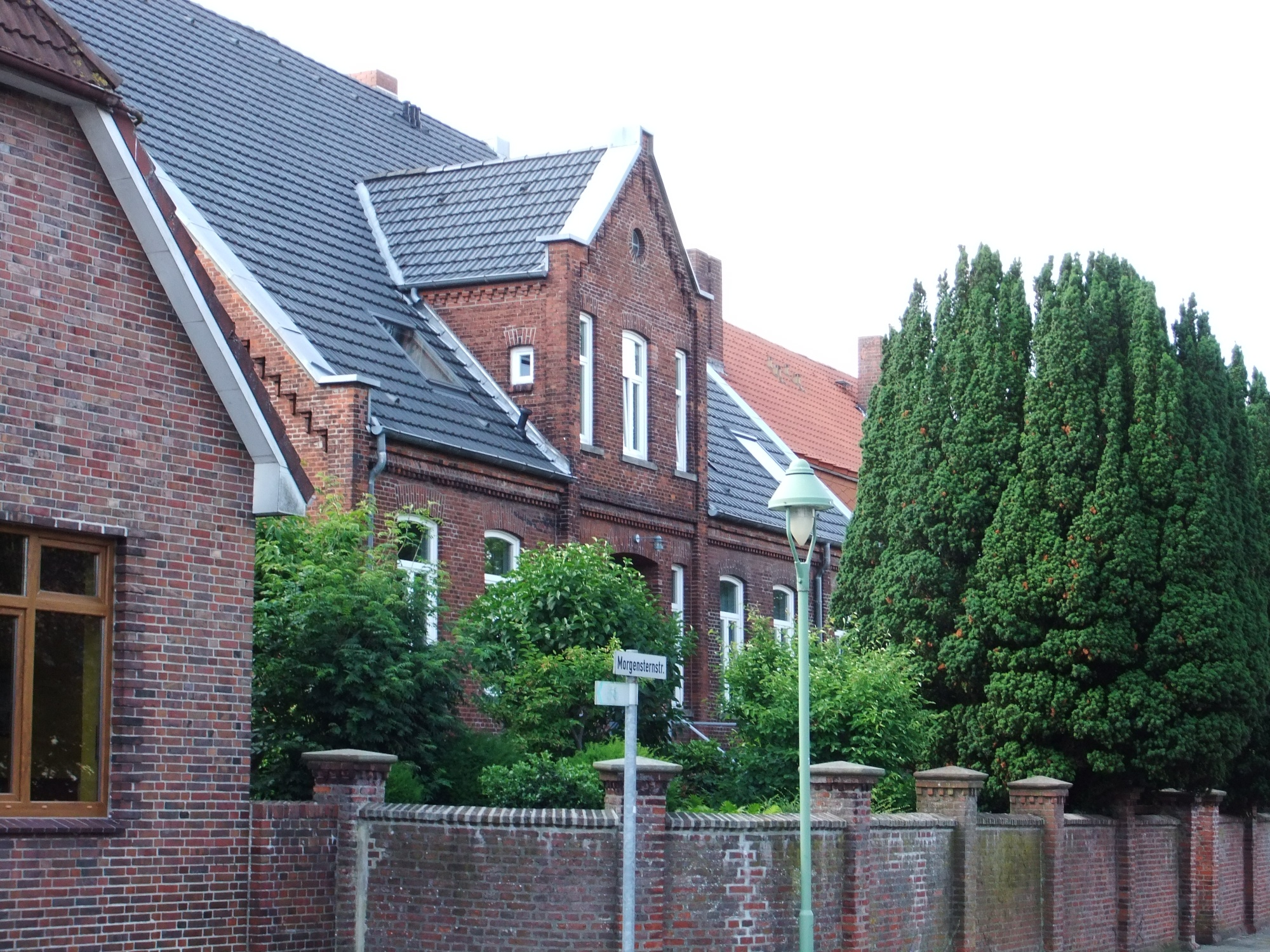
Wohnhaus Hof Brinkama IV

Der Brinkama Hof IV auch Hof Rall  in Bremerhaven - Weddewarden, Morgensternstraße 6, wurde vor 1865 gebaut.
Das Gebäude steht seit 1981 unter Bremer Denkmalschutz und wurde bis 2023 unter dem Namen Hof Rall beim Landesdenkmalamt geführt.

## Geschichte
Vor 1865 wurde das Wohnhaus des Brinkama Hofes erbaut. Später schloss im Norden das Stallgebäude an.
Nach dem Tod des Erbauers erbte eine Brinkama Tochter, welche verheiratet Rall hieß. So entstand die  Bezeichnung Hof Rall.
Das Haus ging in Eigentum der öffentlichen Hand über und ist in seiner Geschichte u. a. als Polizeirevier und Schule genutzt worden.
Das Haus besteht aus dem denkmalgeschützten, verklinkerten, eingeschossigen früheren Bauernwohnhaus mit einem Satteldach und dem zweigeschossigen, mittigen Zwerchgiebel. Heute befinden sich im Haus zwei Wohnungen.
1980 wurde der angrenzenden Stall abgerissen. Hier entstand ein Reihenhausensemble mit sechs Wohneinheiten nach Plänen von Peter Weber (Deutscher Architektenpreis).
In direkter Nachbarschaft befindet sich Hof Sibbern.